# شهرستان وانگتسوت
شهرستان وانگتسوت (به لهستانی: Powiat Łańcut) یک شهرستان در لهستان است که در استان پودکارپاتسکیه واقع شده‌است. شهرستان وانگتسوت ۴۵۱٫۹۵ کیلومتر مربع مساحت و ۷۷٬۷۱۰ نفر جمعیت دارد.